# Ṭap' prāṃ bīr mesā jog jay
Ṭap' prāṃ bīr mesā jog jay ((KM)  ដប់ប្រាំពីរមេសាជោគជ័យ), tradotto letteralmente Glorioso 17 aprile, è stato l'inno nazionale della Kampuchea Democratica dei Khmer rossi dal 5 gennaio 1976 fino alla caduta di quest'ultima, il 7 gennaio 1979.

## Genesi e caratteristiche
Testo e musica hanno autori ignoti, ma alcune ipotesi attribuiscono a Pol Pot in persona la paternità del primo. L'adozione dell'inno fu sentenziata nell'art. 18 della Costituzione della Kampuchea Democratica. Come si può notare, il testo è contraddistinto da riferimenti nazionalistici particolarmente accesi e toni bellicosi. Il titolo si riferisce al giorno della presa di Phnom Penh da parte dei Khmer rossi, il 17 aprile 1975. Va sottolineato che nel testo non è presente nessun riferimento esplicito al marxismo, fatto del resto riscontrabile nella stessa prassi politica dei Khmer rossi (i quali raramente si auto-definivano apertamente "comunisti", nonostante abbracciassero tale posizione ideologica).

## Testo
ឈាមក្រហមច្រា
ស្រោចសព៌ក្រុងវាល កម្ពុជាមាតុភូមិ
ឈាមកម្មករ កសិករដ៏ឧត្តម ឈាមយុទ្ធជន យុទ្ធនារីបដិវត្តិ ។
ឈាមប្រែក្លាយជា កំហឹងខ្លាំងក្លា
តសូមោះមុត
ដប់ប្រាំពីរមេសា ក្រោមទង់បដិវត្តិ
ឈាមរំដោះ អំពីភាពខ្ញុំគេ ។
ជយោ! ជយោ! ដប់ប្រាំពីរមេសាជោគជយ!
មហាអស្ចារ្យមានន័យធំធេង
លើសសម័យអង្គរ!
យើងរួបរួមគ្នា
កសាងកម្ពុជានឹងសង្គមថ្ម
បវរប្រជាធិបពេយ្យ សមភាពនឹងយុតិធឞ៌
តាមាគ៌឵មច្឵ស់ការ ឯករាជ្យរឹងមាំ
ប្តេជ្ញាដាច់ខ឵ត ការពារមាតុភូមិ
ទឹកដីឧត្តម បដិវត្តដ៏រុងរឿង
ជយោ! ជយោ! ជយោ! កម្ពុជាថ្មី
ប្រជាធិបពេយ្យ សំបូរថ្កុមថ្កើង
ប្តេជ្ញាជ្រោងគ្រវី ទង់បដិវត្តិក្រហមខ្ពស់ឡើង
សាងមាតុភូមិយើង អោយច្រើនផ្លោះ
មហារុងរឿង មហាអស្ចារ្យ!
[TRASLITTERAZIONE]
--- Ṭap' Prāṃ Bīr Mesā Jog Jay ---
Jhām kraham crāl
scor srab kruṅ vāl kambujā mātubhūm
jhām kammakar kasekar ṭa uttam
jhām yuddhajan yuddhanari paṭivatt.
Jhām prae klāy jā kaṃhiṅ khlāṃṅ klā
ta ŝū moḥ mut
ṭap' prāṃ bīr mesā krom daṅ' paṭivatt
jhām raṃṭoḥ phut bī bhāb khñuṃ ge.
Jăyo! Jăyo! Ṭap' prāṃ bīr mesā jog jay!
mahā ascāry mān năy dhaṃ dheṅ
loes samăy aṅgar!
Yoeṅ ruop ruom gnā
ka sāṅ kambujā nịṅ saṅgam thmī
pavarprajā dhipateyy samabhāb nịṅ yutti dharm
tām mārgā mcās' kār ekarāj rịṅ māṃ
ptejñā ṭāc' khāt kārbār mātubhūm
dịk ṭī uttam paṭivatt ṭă ruṅ rīoen!
Jăyo! Jăyo! Jăyo! Kambujā thmī
prajā dhipateyy saṃpūr thkuṃ thkoeṅ
ptejñā jroṅ gravī daṅ' paṭivatt kraham khbas' ḷoeṅ
sāṅ mātubhūm yoeṅ oy caṃroen lot phloḥ
mahā ruṅ rīoeṅ mahā ascāry!»
Sangue scarlatto inonda le città
e le pianure della Kampuchea, la nostra Patria.
Sangue dei nostri tenaci lavoratori, dei contadini,
dei combattenti e delle combattenti rivoluzionarie.
Quel sangue produsse un'ira terribile e il coraggio
di lottare strenuamente.
Il 17 aprile, sotto la bandiera della Rivoluzione, quel sangue ci ha liberati
dalla schiavitù.
Hurrà! Hurrà! Glorioso 17 aprile!
Grandiosa vittoria ancor più maestosa
dell'era di Angkor!
Ci uniamo per costruire una Kampuchea con
una nuova società migliore, democratica, egualitaria
e giusta. Seguiamo la strada verso la definitiva
indipendenza. Giuriamo di difendere ad ogni costo
la nostra Madrepatria, la nostra bella terra, la nostra
grande Rivoluzione!
Hurrà per la nuova Kampuchea, la splendida
e democratica terra dell'abbondanza! Giuriamo di tenere alta
e sventolare la bandiera rossa della Rivoluzione.
Renderemo la nostra Nazione la più prospera,
grande e bella di tutte!»